# Maike van der Duin
Maike van der Duin, née le 12 septembre 2001 à Assen, est une coureuse cycliste néerlandaise. Spécialiste de la piste, elle court également sur route.

## Biographie
En 2019, Maike van der Duin est médaillée de bronze du scratch, de la course aux points et à la course à l'américaine (avec Daniek Hengeveld) aux championnats d'Europe sur piste juniors (moins de 19 ans). L'année suivante, elle est vice-championne d'Europe du scratch chez les espoirs (moins de 23 ans). Aux championnats d'Europe espoirs de 2021, à domicile, à Apeldoorn, elle devient championne d'Europe du scratch et remporte la médaille d'argent sur l'omnium et sur la course à l'américaine (avec Marit Raaijmakers).
À l'automne 2021, van der Duin participe à ses premiers championnats du monde sur piste de Roubaix. En 2021, 2022 et 2023, elle remporte à chaque fois la médaille d'argent sur le scratch des mondiaux. En 2022, elle est également médaillée d'argent sur l'omnium. 
En 2023, elle rejoint l'équipe World Tour Canyon SRAM Racing. Elle devient championne d'Europe de course à élimination chez les espoirs. Sur route, lors du Tour de Drenthe, elle est troisième du sprint. Elle fait partie du groupe de dix qui n'est plus repris à la Classic Bruges-La Panne et prend la septième place. Elle est ensuite troisième de Gand-Wevelgem grâce à sa pointe de vitesse.
En 2024, après avoir participé au Tour d'Espagne et au Tour d'Italie, elle est sélectionnée pour les compétitions de cyclisme sur piste aux Jeux olympiques d'été de 2024 à Paris. Elle y remporte la médaille de bronze sur la course à l'américaine avec Lisa van Belle et prend la sixième place de l'omnium.

## Palmarès sur piste

### Jeux olympiques
- Paris 2024
  -  Médaillée de bronze de la course à l'américaine
  - 6e de l'omnium

### Championnats du monde
| Édition / Épreuve              | Poursuite par équipes | Américaine | Scratch | Omnium |
| Roubaix 2021                   |                       |            | Argent  | 9e     |
| Saint-Quentin-en-Yvelines 2022 | 5e                    | 6e         | Argent  | Argent |
| Glasgow 2023                   |                       | 10e        | Argent  |        |

### Coupe des nations
- 2022
  - 2e de l'omnium à Glasgow
- 2023
  - 3e de l'élimination à Milton

### Championnats d'Europe
| Édition / Épreuve          | Course aux points | Américaine          | Scratch | Omnium | Élimination |
| Gand 2019 (juniors)        | Bronze            | Argent              | Bronze  |        |             |
| Fiorenzuola 2020 (espoirs) | 9e                | 6e                  | Argent  |        |             |
| Apeldoorn 2021 (espoirs)   |                   | Argent              | Or      | Argent | Bronze      |
| Granges 2021               |                   | 8e                  | 4e      | 4e     |             |
| Munich 2022                |                   |                     | 5e      | 5e     |             |
| Granges 2023               |                   | 8e                  | 4e      | 5e     | Bronze      |
| Anadia 2023 (espoirs)      | Argent            |                     |         | Bronze | Or          |
| Heusden-Zolder 2025        | Bronze            | Or (avec van Belle) |         |        |             |

### Championnats des Pays-Bas
- 2017
  - 2e de la vitesse juniors
  - 3e de la poursuite juniors
- 2018
  - 3e du 500 mètres juniors
- 2019
  - 3e du scratch juniors
  - 3e de la course aux points juniors
- 2020
  - 2e du scratch
- 2021
  - 3e de la poursuite par équipes
  - 3e du scratch
- 2022
  -  Championne des Pays-Bas de course derrière derny

## Palmarès sur route

### Par années
- 2019
  - 3e étape du Circuit de Borsele juniors
- 2022
  - 2e du championnat des Pays-Bas du contre-la-montre espoirs
  - 5e du championnat d'Europe sur route espoirs
  - 10e du championnat d'Europe du contre-la-montre espoirs
- 2023
  - 3e du Tour de Drenthe
  - 3e de Gand-Wevelgem
  - 3e de l'Omloop der Kempen Ladies
  - 7e de la Classic Bruges-La Panne

### Résultats sur les grands tours

#### Tour de France
1 participation
- 2022 : 84e

#### Tour d'Italie
1 participation
- 2024 : abandon (6e étape)

#### Tour d'Espagne
2 participations
- 2024 : 86e
- 2025 : abandon (7e étape)

### Classements mondiaux
| Année                                 | 2021 | 2022 | 2023 | 2024 |
| ------------------------------------- | ---- | ---- | ---- | ---- |
| Classement UCI                        | 455e | 116e | 40e  | 471e |
| UCI World Tour                        | nc   | 113e | 26e  | 148e |
|                                       |      |      |      |      |
| Légende : nc = non classéSource : UCI |      |      |      |      |